# Michael Spence
Andrew Michael Spence (* 7. listopadu 1943 Montclair, New Jersey) je americký ekonom, který v roce 2001 spolu s Georgem Akerlofem a Josephem Stiglitzem získal Cenu Švédské národní banky za rozvoj ekonomické vědy na památku Alfreda Nobela za „analýzu trhů při existenci asymetrických informací“. Vystudoval filosofii na Princetonské univerzitě, matematiku na Oxfordské univerzitě a nakonec ekonomii na Harvardově univerzitě.

## Výběr z díla
- SPENCE, A. M. Job Market Signaling. Quarterly Journal of Economics. The MIT Press, 1973, s. 355–374. Dostupné online. doi:10.2307/1882010.
- SPENCE, A. M. Market Signaling: Informational Transfer in Hiring and Related Screening Processes. Cambridge: Harvard University Press, 1974.